# Kentville
Kentville est une ville canadienne située dans le comté de Kings en Nouvelle-Écosse. Au recensement de 2021, on y a dénombré 6 630 habitants.

## Histoire
Avant l'arrivée des Européens, la région était habitée par les Micmacs et s'appelait Penook qui signifie gué (Kentville est située dans un méandre de la rivière Cornwallis et constitue ainsi un lieu de passage naturel).
La région a ensuite été colonisée par des Acadiens qui construisirent des aboiteaux le long de la rivière et obtinrent ainsi des terres très fertiles. Ils furent ensuite expulsés lors des évènements de la déportation des Acadiens et remplacés par des planters venus de Nouvelle-Angleterre.
C'est en 1826 que la communauté, jusqu'alors connue sous la dénomination de Horton's Corner, prend le nom de Kentville en l'honneur de Édouard-Auguste de Kent, duc de Kent et Strathearn, qui visita la région en 1794.

## Démographie
| 1901  | 1911  | 1921  | 1931  |
| ----- | ----- | ----- | ----- |
| 1 731 | 2 304 | 2 717 | 3 033 |

| 1941  | 1951  | 1956  | 1961  |
| ----- | ----- | ----- | ----- |
| 3 928 | 4 240 | 4 937 | 4 612 |

| 1981  | 1986  | 1991  | 1996  |
| ----- | ----- | ----- | ----- |
| 4 974 | 5 208 | 5 506 | 5 551 |

| 2001  | 2006  | 2011  | 2016  |
| ----- | ----- | ----- | ----- |
| 5 610 | 5 815 | 6 094 | 6 271 |

| 2021  | - | - | - |
| ----- | - | - | - |
| 6 630 | - | - | - |

## Personnalités
- Jerry Byers (1962-2006), joueur de hockey sur glace ;
- Peter Donat (1928-), acteur ;
- John Herron (1964-), homme d'affaires et homme politique.